# Phuket
Phuket sziget Thaiföld délnyugati részén; az ország legnagyobb szigete. Az Andamán-tengerben, Thaiföld nyugati partjai előtt fekszik. A szárazfölddel két híd köti össze. Közigazgatásilag Phuket tartomány része. Gazdagságát korábban az ónnak és a guminak köszönhette. Az India és Kína közötti hajózóutak egyike erre vezetett, ezért a szigetet gyakran említették portugál, holland és angol kereskedők hajónaplóiban. A térség fő bevételi forrása napjainkban az idegenforgalom. A sziget legnagyobb települését szintén Phuketnek nevezik.

## Éghajlata
Éghajlata trópusi monszun. A hőmérséklet évi ingadozása csekély. 
| Hónap                                  | Jan. | Feb. | Már. | Ápr. | Máj. | Jún. | Júl. | Aug. | Szep. | Okt. | Nov. | Dec. | Év   |
| -------------------------------------- | ---- | ---- | ---- | ---- | ---- | ---- | ---- | ---- | ----- | ---- | ---- | ---- | ---- |
| Átlagos max. hőmérséklet (°C)          | 32,7 | 33,6 | 34,0 | 34,0 | 32,8 | 32,4 | 32,0 | 32,0 | 31,5  | 31,5 | 31,7 | 31,7 | 32,5 |
| Átlagos min. hőmérséklet (°C)          | 24,5 | 25,0 | 25,4 | 25,8 | 25,6 | 25,5 | 25,1 | 25,3 | 24,6  | 24,5 | 24,7 | 24,4 | 25,0 |
| Átl. csapadékmennyiség (mm)            | 30   | 24   | 73   | 143  | 260  | 213  | 258  | 287  | 361   | 320  | 177  | 72   | 2218 |
| Forrás: Thai Meteorological Department |      |      |      |      |      |      |      |      |       |      |      |      |      |

## Közlekedés
- Phuketi nemzetközi repülőtér

## Galéria

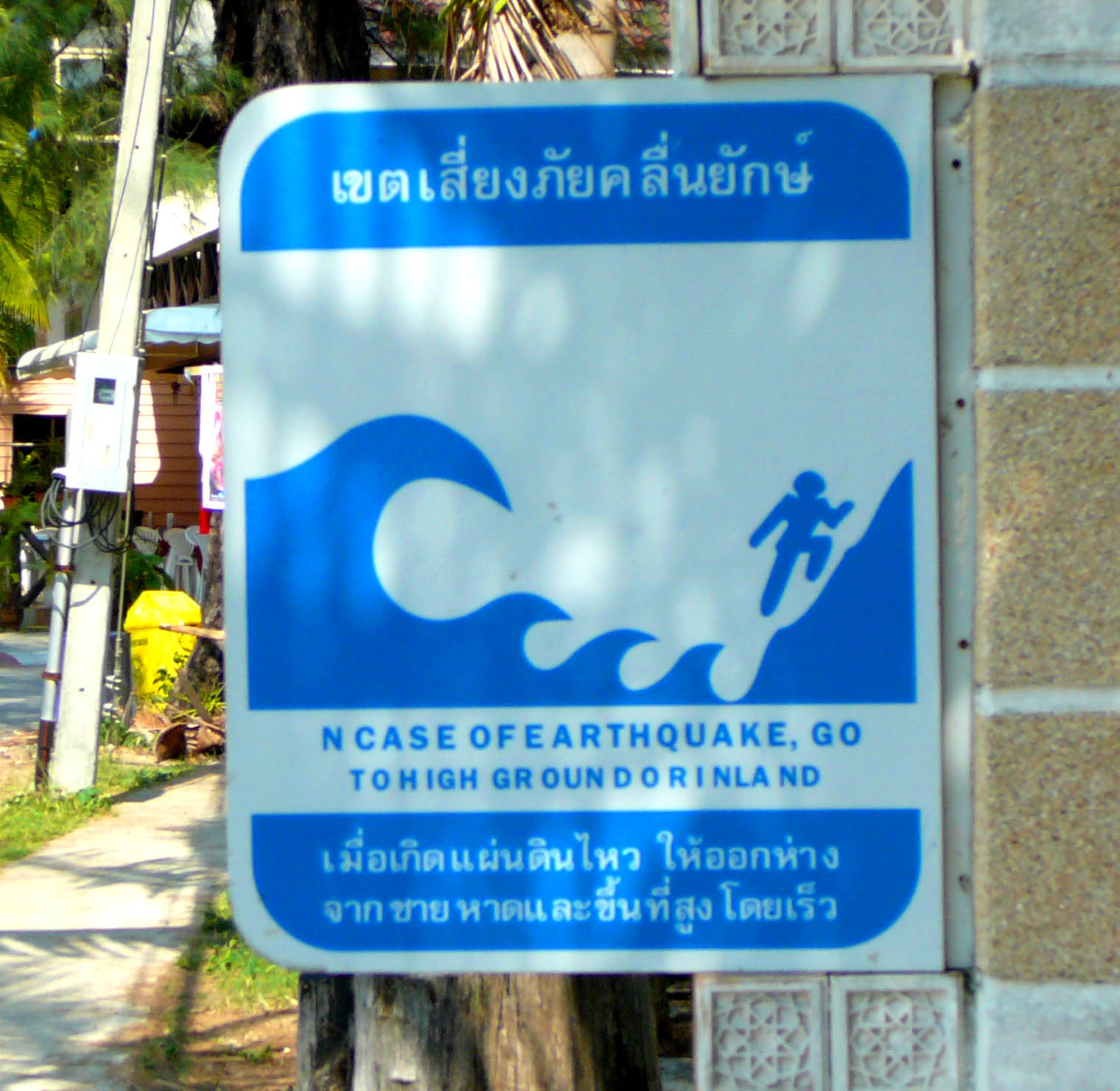
Szökőárra figyelmeztető tábla (2010)
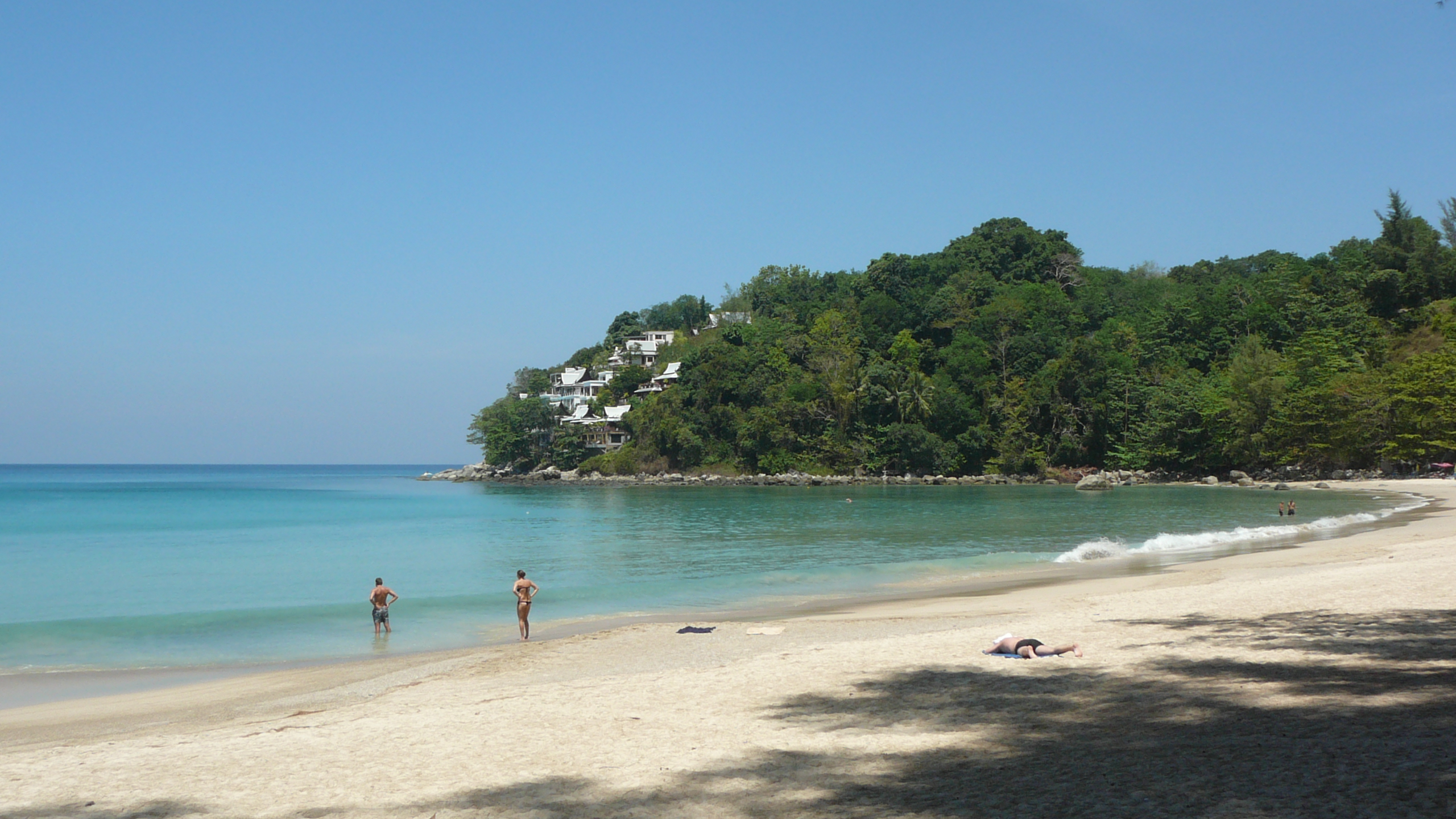
Kamala Beach
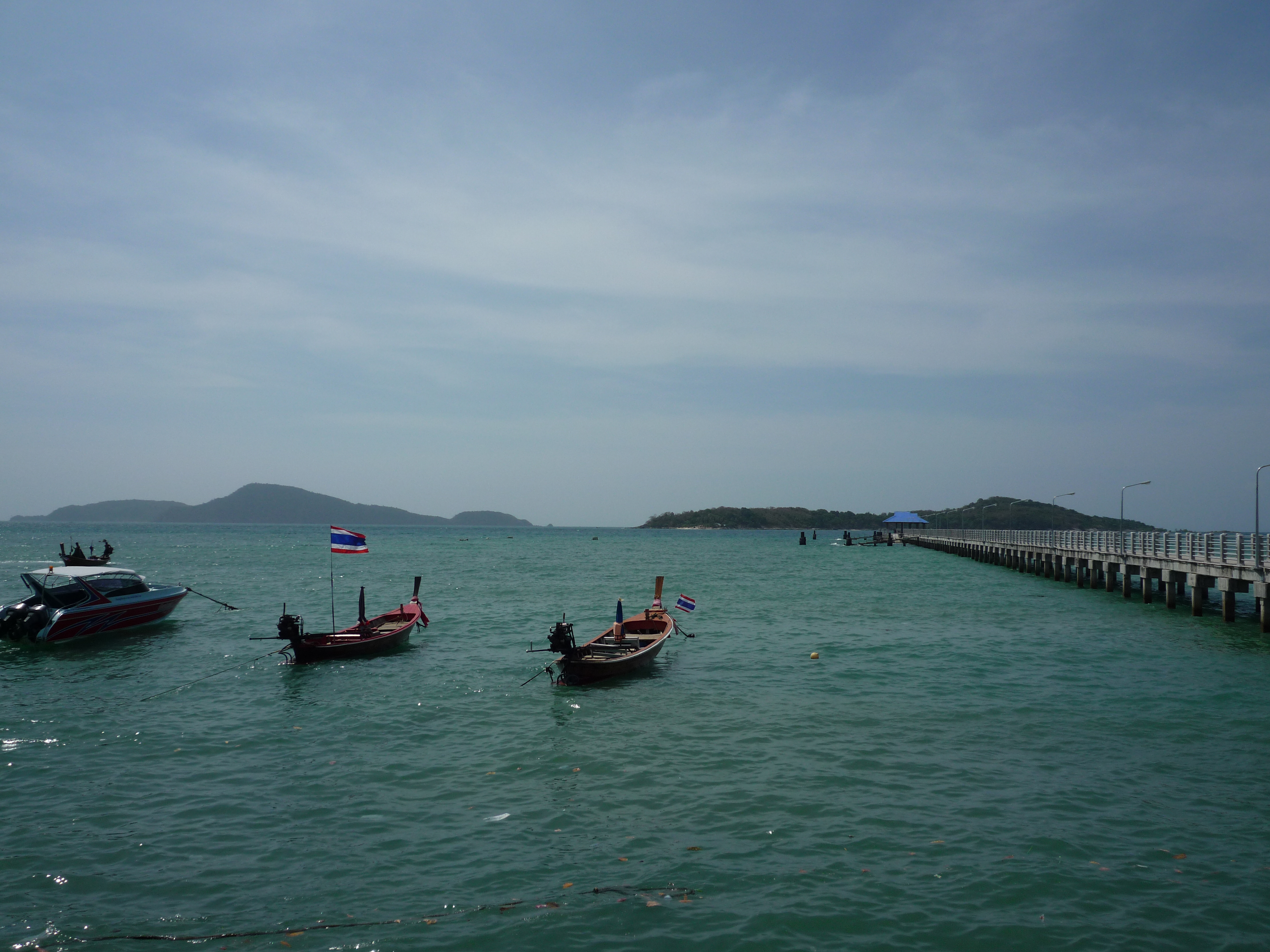
A tenger a Rawaï Beach előtt
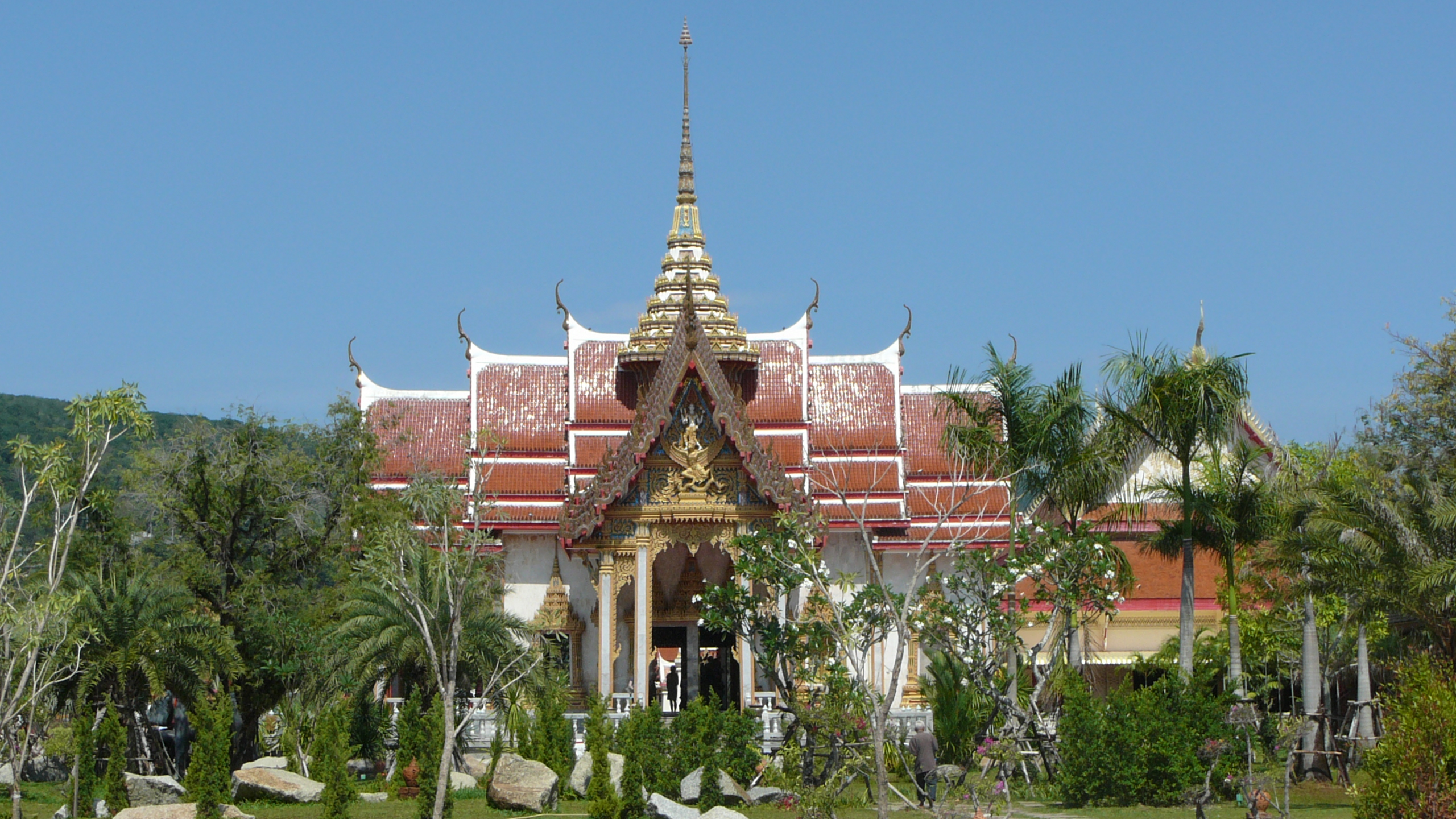
Wat Chalong templom
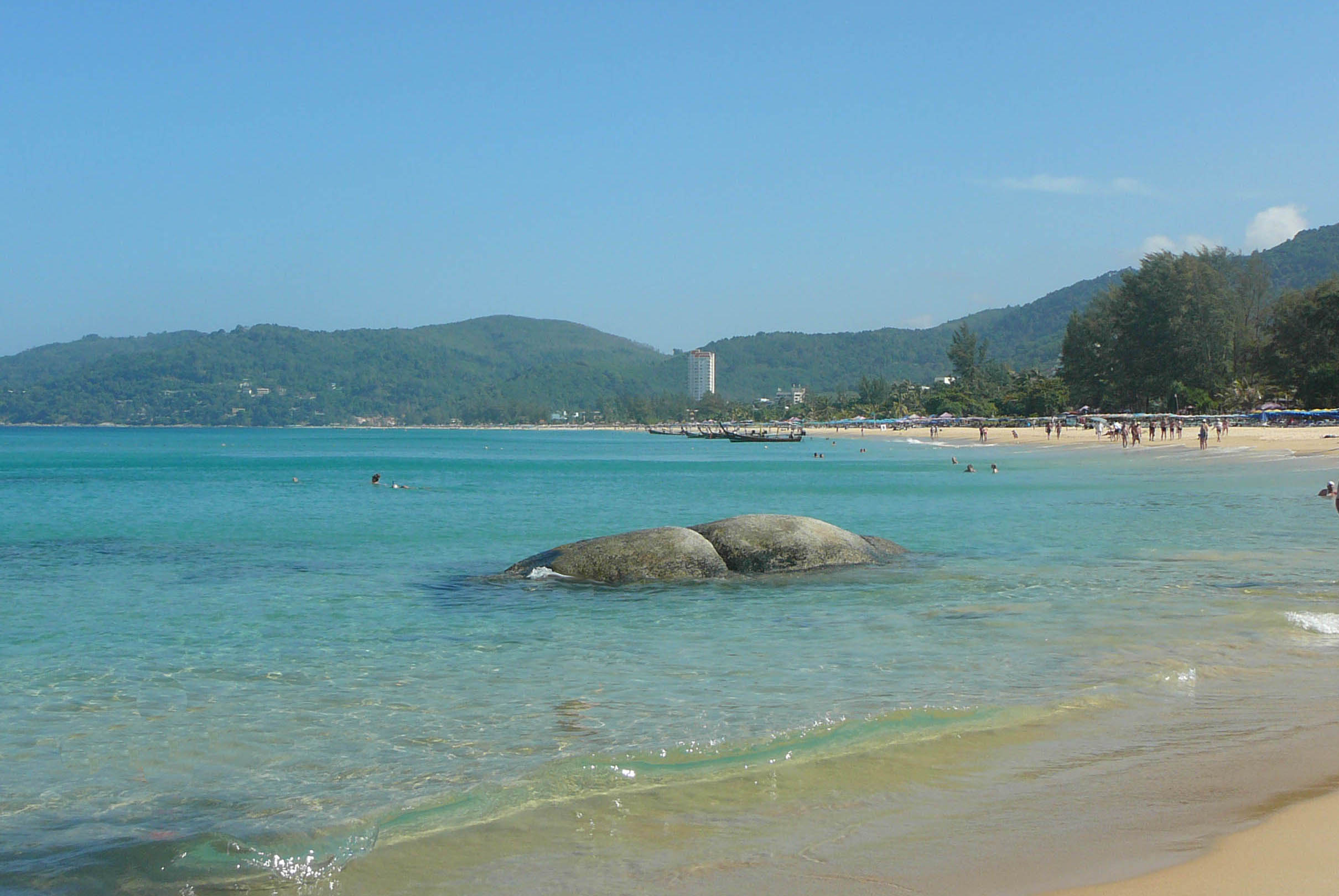
Karon Beach
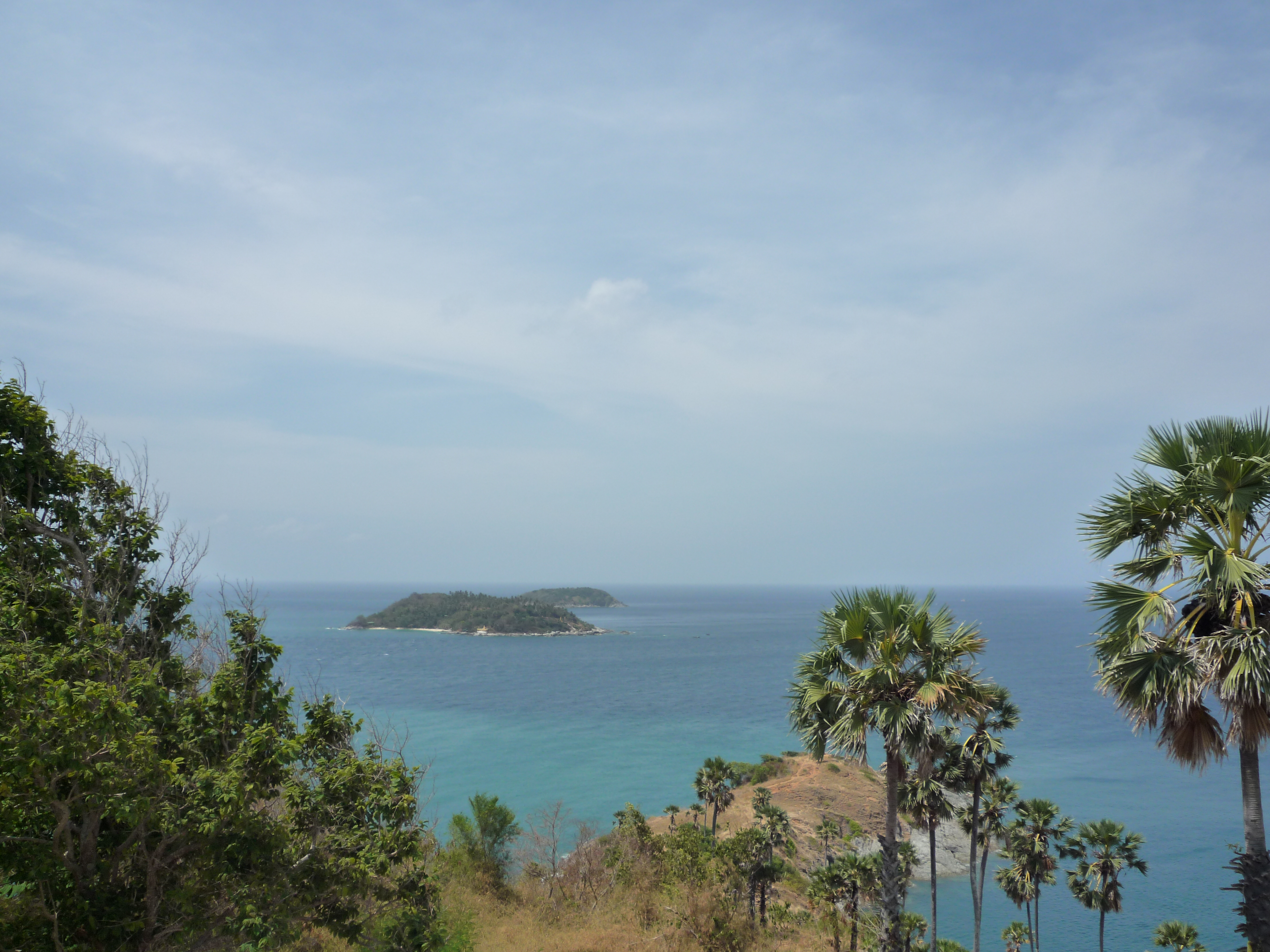
Promthep Cape
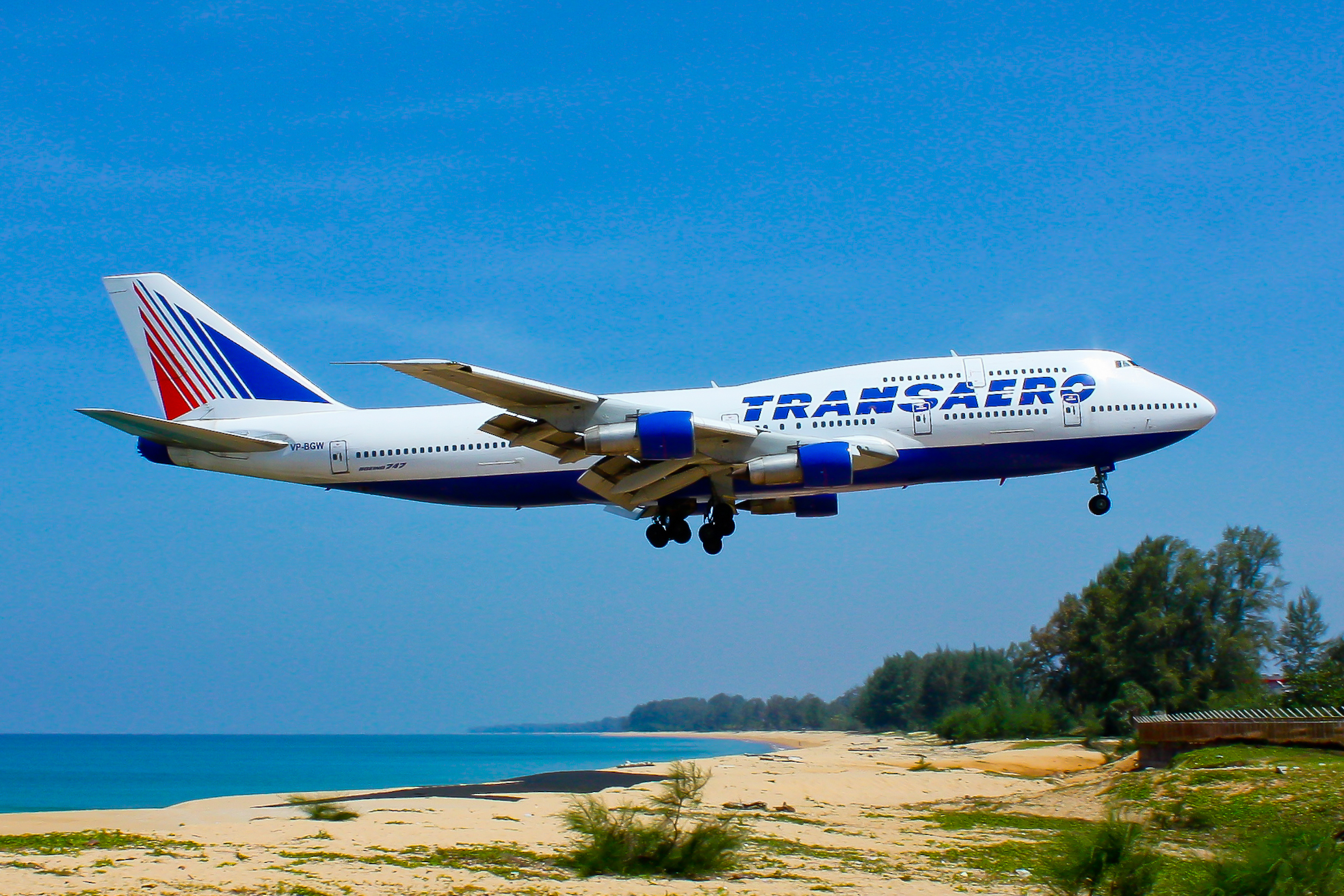
Egy repülőgép leszállóban

## Fordítás
Ez a szócikk részben vagy egészben a Phuket Province című angol Wikipédia-szócikk ezen változatának fordításán alapul.  Az eredeti cikk szerkesztőit annak laptörténete sorolja fel. Ez a jelzés csupán a megfogalmazás eredetét és a szerzői jogokat jelzi, nem szolgál a cikkben szereplő információk forrásmegjelöléseként.